# Beyond Re-Animator
Beyond Re-Animator  è un film del 2003 diretto da Brian Yuzna. 
Film horror fantascientifico, terzo capitolo delle famigerate imprese del dottor Herbert West, il rianimatore di cadaveri, dopo Re-Animator (1985) e  Re-Animator 2 (1991).

## Trama
Il folle dottor Herbert West si ritrova rinchiuso in carcere, quando il medico della prigione gli permette di rianimare un detenuto con il magico fluido verde. Naturalmente la situazione sfuggirà di mano ed il carcere si trasformerà in un carnaio di morti viventi.

## Riconoscimenti
- Méliès d'argento 2003